# Ta Kwu Ling
Ta Kwu Ling is een gebied in North District (Hongkong), New Territories, Hongkong. Het ligt vlak bij de grens met Shenzhen.
Ta Kwu Ling is een van de drie nieuwe ontwikkelingsgebieden in North District die gepland staan. De andere zijn Fanling North en Kwu Tung North. Het gebied komt vaak terug in weerberichten, omdat hier door de inlandse locatie de hoogste en laagste temperaturen van Hongkong worden gemeten.

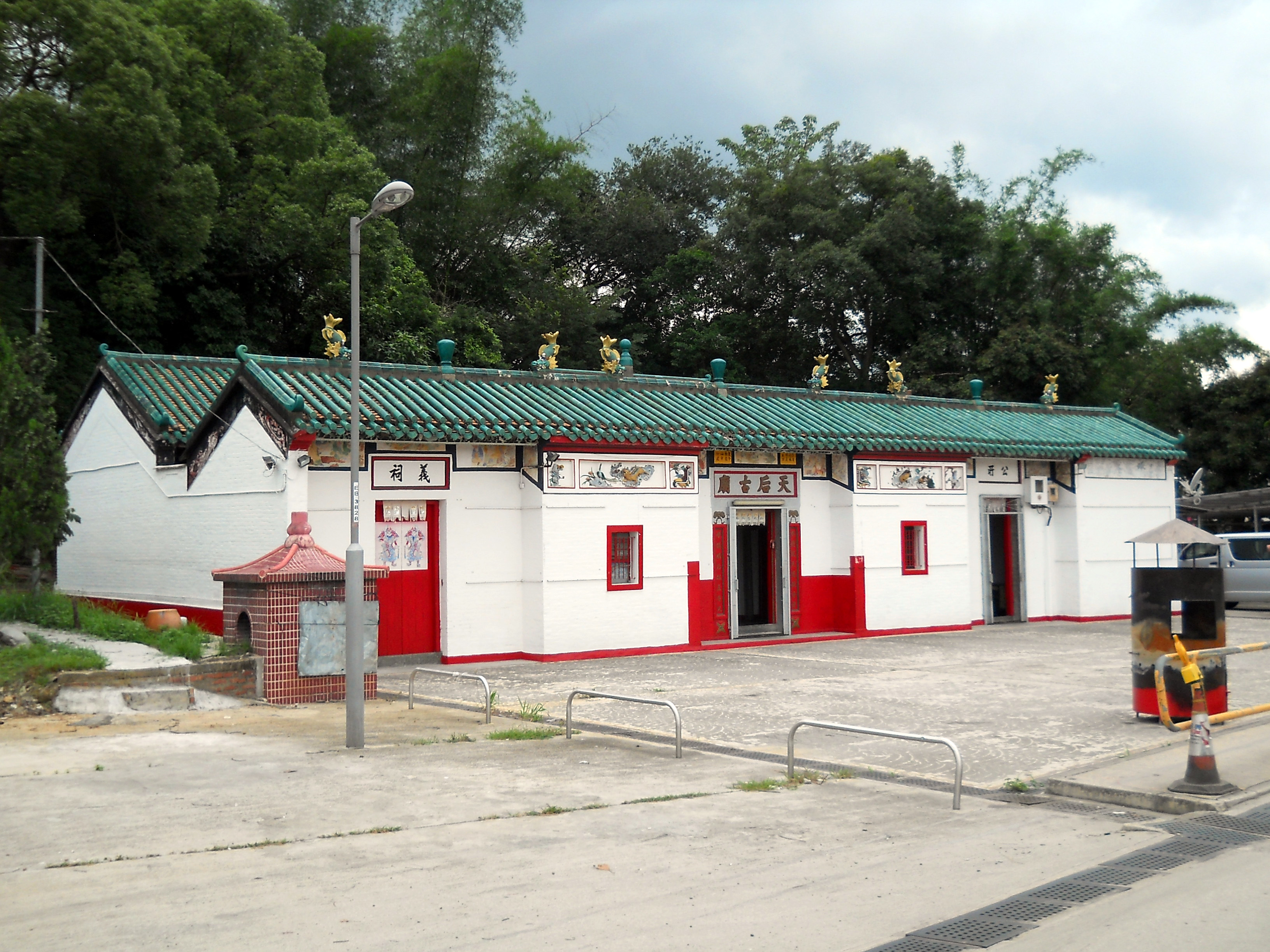
Ping Yuen Tin Hautempel
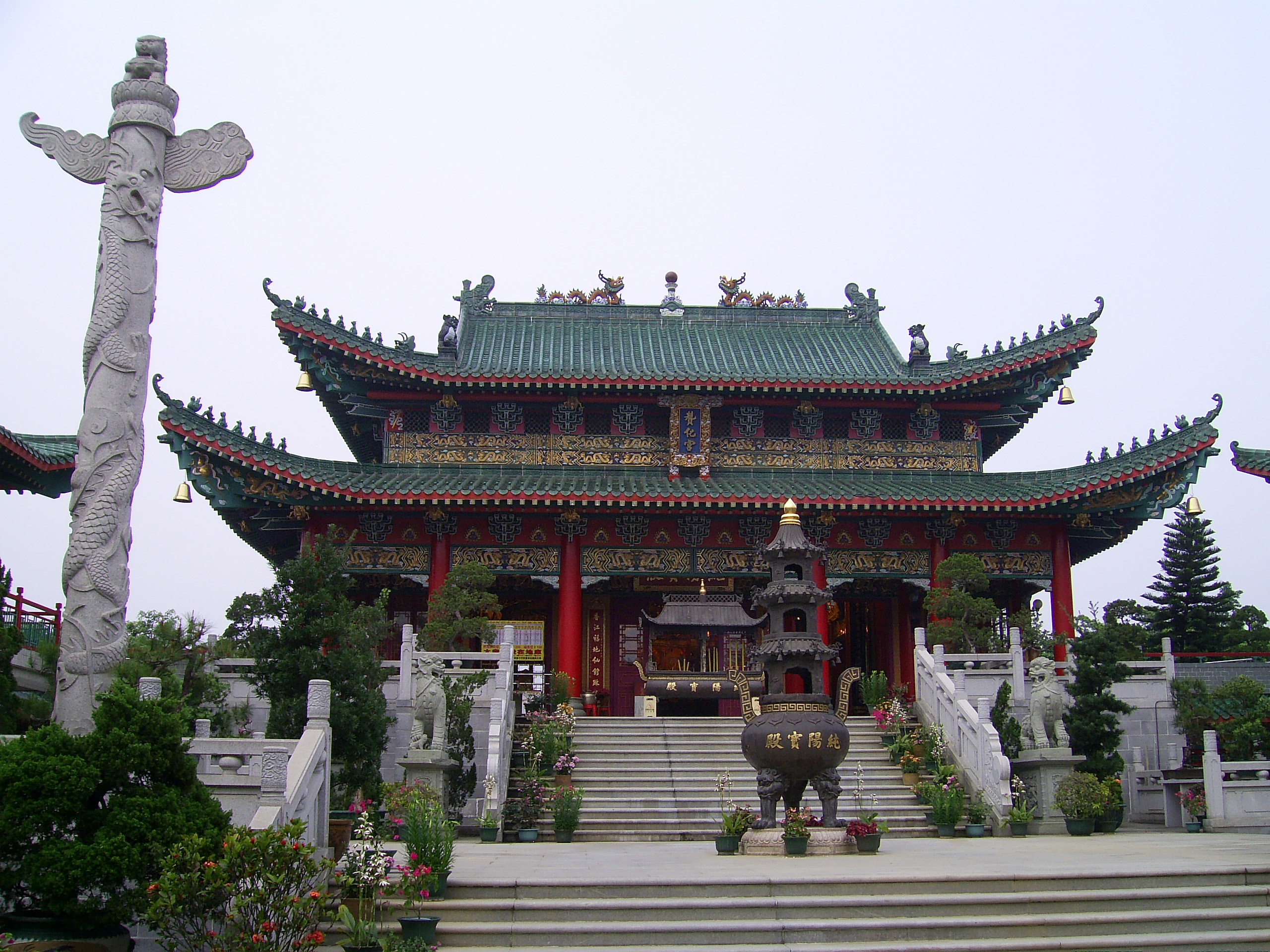

| Aangrenzende gebieden | Aangrenzende gebieden | Aangrenzende gebieden | Aangrenzende gebieden | Aangrenzende gebieden |
| --------------------- | --------------------- | --------------------- | --------------------- | --------------------- |
|                       |                       | Shenzhen              |                       |                       |
|                       |                       |                       |                       |                       |
|                       |                       |                       |                       |                       |
|                       |                       |                       |                       |                       |
| Sheung Shui           |                       |                       |                       |                       |